# Список картин Яна Вермера

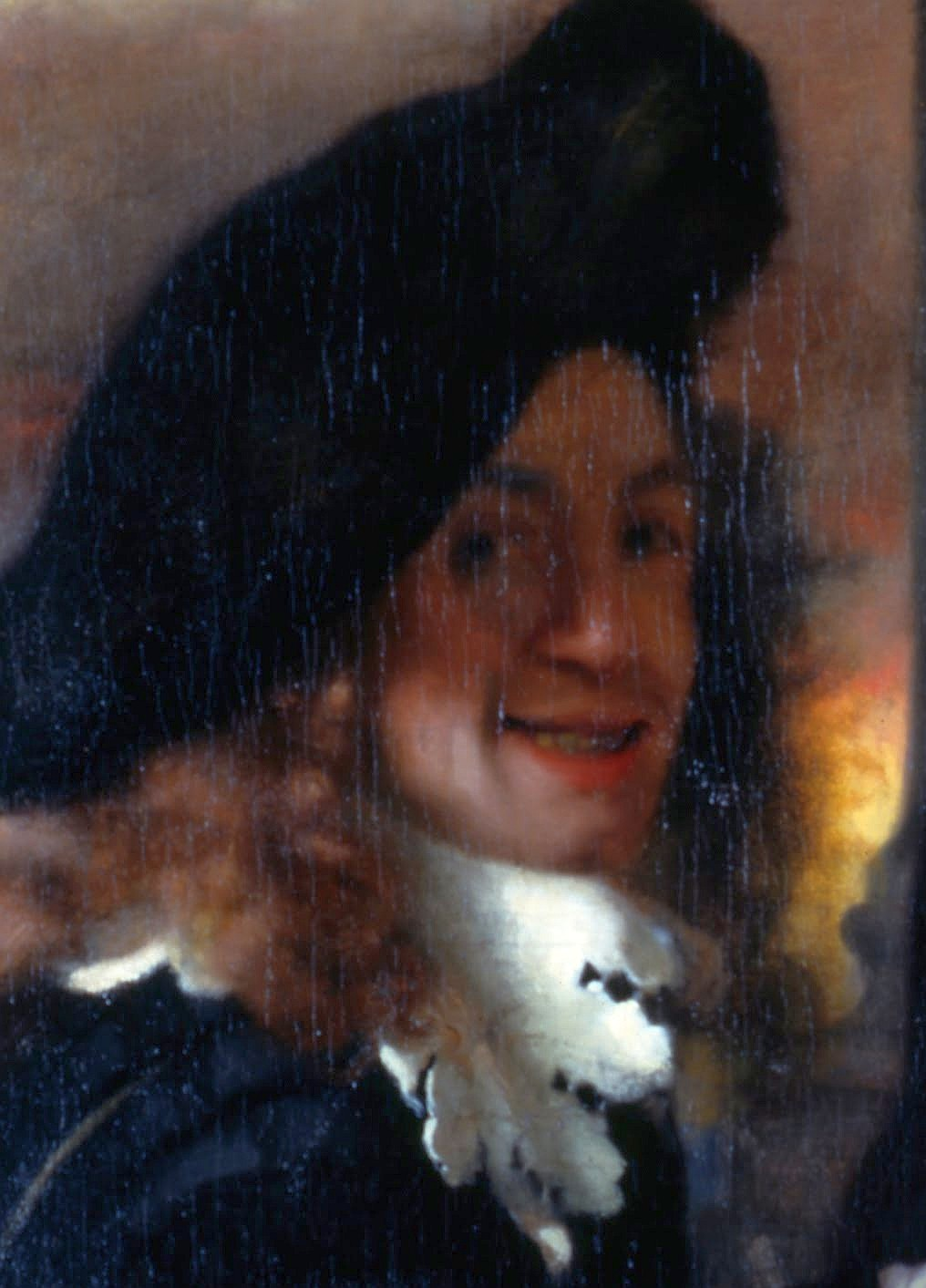
Єдине ймовірне зображення Вермера (фрагмент картини «У звідниці»)

Ян Вермер — голландський художник, який створював картини та малюнки, що згодом були відмічені провідними митцями, дослідниками історії мистецтва, поціновувачами. Більшість його робіт зберігається в провідних музеях світу. Вермер розпочав свою кар'єру на початку 1650-х років, малював масштабні біблійні та міфологічні сцени, проте більшість його пізніх картин зображають сцени повсякденного життя. Художник також зображав міські пейзажі та алегоричні сцени.
Першим дослідником його творчості, що розпочав широкомасштабну кампанію з пошуку та атрибуції картин, був французький журналіст та мистецтвознавець — Теофіль Торе-Бюргер. В 1850-х роках він знайшов та відніс до праці Вермера більш ніж сімдесят картин. Хоча Торе-Бюргер помилково приписував голландському майстру багато картин, для науковців сьогочасності важливе значення має новаторський підхід француза. Голландський живопис у той час ще не вивчався систематично й існувало небагато аналітичних методів та технічних засобів для визначення автентичності.
Вермер залишив після себе невелику спадщину — 35 картин, що офіційно віднесені до його авторства. Дослідження, підтвердження авторства картин Вермера стало доступним завдяки роботі інституту історії мистецтв Нідерландів. Ця організація забезпечує всесвітній доступ до результатів дослідження та інформацію про нідерландське мистецтво в міжнародному контексті, як для музеїв, так і для академічної спільноти та громадськості.
Нижче наведений список містить відомості про картини, що мають безсумнівну та сумнівну атрибуцію, а також ті, які певний час приписувалися Вермеру. Роботи розподілені в хронологічній послідовності.

### Безсумнівна атрибуція
| №  | Рік | Опис | Розмір та матеріал | Місцезнаходження | Зображення |                      |
| -- | --- | --- | --- | --- | --- | -------------------- |
| 1  | 1653—1656 | Діана та її німфи (нід. Diana en haar nimfen) Авторство картини довгий час приписувалося Ніколасу Масу. Станом на 2020 рік її автором вважається Ян Вермер. | 97,8 × 104,6 см. Полотно, олійні фарби | Мауріцгейс, Гаага | | [ 6 ] [ 7 ]          |
| 2  | 1654—1656 | Христос в домі Марфи і Марії (нід. Christus in het huis van Martha en Maria) | 160 × 142 см. Полотно, олійні фарби | Національна галерея Шотландії, Единбург | | [ 8 ] [ 9 ]          |
| 3  | 1655 | Свята Пракседа (нід. De heilige Praxedis) | 101.6 × 82 см. Полотно, олійні фарби | Національний музей західноєвропейського мистецтва, Токіо | | [ 10 ] [ 11 ]        |
| 4  | 1656 | У звідниці (нід. De koppelaarster) | 142 × 130 см. Полотно, олійні фарби | Галерея старих майстрів, Дрезден | | [ 12 ]               |
| 5  | 1656—1657 | Дівчина, що спить (нід. Een slapende dienstmeid) | 87.6 × 76.5 см. Полотно, олійні фарби | Музей мистецтва Метрополітен, Нью-Йорк | | [ 13 ] [ 14 ]        |
| 6  | 1657—1658 | Дівчина, що читає листа біля відкритого вікна (нід. Meisje leest een brief bij een raam) | 83 × 64.5 см. Полотно, олійні фарби | Галерея старих майстрів, Дрезден | | [ 15 ] [ 16 ]        |
| 7  | 1657—1660 | Молочниця (нід. De melkmeid) | 45.5 × 41 см. Полотно, олійні фарби | Рейксмузей, Амстердам | | [ 17 ] [ 18 ]        |
| 8  | 1657—1660 | Солдат та дівчина, що сміється (нід. Soldaat met lachend meisje) | 50.5 × 46 см. Полотно, олійні фарби | Колекція Фріка, Нью-Йорк | | [ 19 ] [ 20 ]        |
| 9  | 1657—1661 | Маленька вулиця (нід. Het straatje) | 54.3 × 44 см. Полотно, олійні фарби | Рейксмузей, Амстердам | | [ 21 ] [ 22 ]        |
| 10 | 1658—1660 | Чоловік та жінка, що п'ють в інтер'єрі (нід. Drinkende vrouw met een man in een interieur) | 65 × 77 см. Полотно, олійні фарби | Стара національна галерея, Берлін | | [ 23 ] [ 24 ]        |
| 11 | 1658—1661 | Молоді жінка та чоловік вивчають ноти в інтер'єрі (нід. Een jonge vrouw en een man die bladmuziek bestuderen in een interieur) | 39.3 × 44.4 см. Полотно, олійні фарби | Колекція Фріка, Нью-Йорк | | [ 25 ] [ 26 ]        |
| 12 | 1659—1662 | Дівчина з келихом вина (нід. Meisje met een wijnglas) | 77.5 × 66.7 см. Полотно, олійні фарби | Музей герцога Антона Ульріха, Брауншвейг | | [ 27 ] [ 28 ]        |
| 13 | 1660—1663 | Краєвид Делфта (нід. Gezicht op Delft) | 96.5 × 115.7 см. Полотно, олійні фарби | Мауріцгейс, Гаага | | [ 29 ] [ 30 ]        |
| 14 | 1662—1665 | Жінка, що читає листа (нід. Brieflezende vrouw) | 46.6 × 39.1 см. Полотно, олійні фарби | Рейксмузей, Амстердам | | [ 31 ] [ 32 ]        |
| 15 | 1662—1665 | Жінка з намистом із перлин (нід. Vrouw met een parelsnoer) | 51.2 × 45.1 см. Полотно, олійні фарби | Стара національна галерея, Берлін | | [ 33 ] [ 34 ]        |
| 16 | 1662—1665 | Жінка біля вірджинела з чоловіком (нід. Vrouw gezeten aan een virginaal, met een man) | 73.5 × 64.2 см. Полотно, олійні фарби | Королівська колекція, Букінгемський палац, Лондон | | [ 35 ] [ 36 ]        |
| 17 | 1662—1665 | Дівчина з глечиком води (нід. Jonge vrouw met een waterkan) | 45.7 × 40.6 см. Полотно, олійні фарби | Музей мистецтва Метрополітен, Нью-Йорк. | | [ 37 ] [ 38 ]        |
| 18 | 1662—1665 | Жінка з лютнею (нід. Vrouw met een luit) | 51.4 × 45.7 см. Полотно, олійні фарби | Музей мистецтва Метрополітен, Нью-Йорк. | | [ 39 ] [ 40 ]        |
| 19 | 1662—1667 | Дівчина, що пише (нід. Schrijvende jonge vrouw) | 45 × 39.9 см. Полотно, олійні фарби | Національна галерея мистецтва, Вашингтон | | [ 41 ] [ 42 ]        |
| 20 | 1663—1664 | Жінка з терезами (нід. Vrouw met een weegschaal) | 40.3 × 35.6 см. Полотно, олійні фарби | Національна галерея мистецтва, Вашингтон | | [ 43 ] [ 44 ]        |
| 21 | 1663—1666 | Концерт (нід. Schrijvende jonge vrouw) 18 березня 1990 року картина була викрадена та станом на 2020 рік розшукується ФБР | 72.5 × 64.7 см. Полотно, олійні фарби | Музею Ізабелли Стюарт Гарднер, Бостон | | [ 45 ] [ 46 ] [ 47 ] |
| 22 | 1665—1667 | Дівчина з перловою сережкою (нід. Meisje met de parel) | 44.5 × 39 см. Полотно, олійні фарби | Мауріцгейс, Гаага | | [ 48 ] [ 49 ]        |
| 23 | 1665—1668 | Портрет молодої дівчини (нід. Tronie van een jonge vrouw) | 44.5 × 40 см. Полотно, олійні фарби | Музей мистецтва Метрополітен, Нью-Йорк | | [ 50 ] [ 51 ]        |
| 24 | 1666—1668 | Господиня і служниця (нід. Vrouw en dienstmeid) | 90.2 × 78.7 см. Полотно, олійні фарби | Колекція Фріка, Нью-Йорк | | [ 52 ] [ 53 ]        |
| 25 | 1666—1669 | Алегорія живопису (нід. Allegorie op de schilderkunst) | 130 × 110 см. Полотно, олійні фарби | Музей історії мистецтв, Відень | | [ 54 ] [ 55 ]        |
| 26 | 1668 | Астроном (нід. De astronoom) | 51.5 × 45.5 см. Полотно, олійні фарби | Лувр, Париж | | [ 56 ] [ 57 ]        |
| 27 | 1668—1670 | Лист від коханого (нід. De liefdesbrief) | 44 × 38 см. Полотно, олійні фарби | Рейксмузей, Амстердам | | [ 58 ] [ 59 ]        |
| 28 | 1669 | Географ (нід. De geograaf) | 53 × 46.6 см. Полотно, олійні фарби | Штеделівський художній інститут і міська галерея, Франкфурт-на-Майні | | [ 60 ] [ 61 ]        |
| 29 | 1669—1671 | Мереживниця (нід. De kantwerkster) | 24.5 × 21 см. Полотно, олійні фарби | Лувр, Париж | | [ 62 ] [ 63 ]        |
| 30 | 1670—1671 | Жінка, що пише листа зі служницею (нід. Schrijvende vrouw met een dienstmeid) | 72.2 × 59.7 см. Полотно, олійні фарби | Національна галерея Ірландії, Дублін | | [ 64 ] [ 65 ]        |
| 31 | 1670—1672 | Дівчина, що сидить за вірджиналем (нід. Jonge vrouw aan een virginaal) | 21.5 × 20 см. Полотно, олійні фарби | Лейденська колекція (приватне зібрання Томаса та Дафни Реканаті Каплан), Нью-Йорк | | [ 66 ] [ 67 ]        |
| 32 | 1670—1673 | Дівчина, що грає на гітарі (нід. Jonge gitaarspelende vrouw) | 51.4 × 45 см. Полотно, олійні фарби | Кенвуд-хаус, Лондон | | [ 68 ] [ 69 ]        |
| 33 | 1670—1674 | Алегорія католицької віри (нід. Allegorie op het katholieke geloof) | 114.3 × 88.9 см. Полотно, олійні фарби | Музей мистецтва Метрополітен, Нью-Йорк | | [ 70 ] [ 71 ]        |
| 34 | 1670—1674 | Молода жінка, що стоїть біля вірджинала (нід. Jonge vrouw staande bij een virginaal) | 50 × 45 см. Полотно, олійні фарби | Національна галерея, Лондон | | [ 72 ] [ 73 ]        |
| 35 | 1670—1675 | Дівчина, що сидить за вірджиналем (нід. Jonge vrouw aan een virginaal) | 51.5 × 45.5 см. Полотно, олійні фарби | Національна галерея, Лондон | | [ 74 ] [ 75 ]        |
| 35 | В 2022 році команда провідних кураторів, консерваторів і вчених із державного музею Амстердама, Мауріцгейса в Гаазі та Антверпенського університету провели нове дослідження деяких картин Вермера за допомогою найновіших технологій. В результаті було оголошено, що картина «Дівчина, що сидить за вірджиналем» вважається такою, що має спірне авторство. Звіт із остаточними висновками буде опублікований в 2025 році. Разом з тим, інститут історії мистецтв Нідерландів (RKD) підтверджує автентифікацію картини, як роботу Вермера. | В 2022 році команда провідних кураторів, консерваторів і вчених із державного музею Амстердама, Мауріцгейса в Гаазі та Антверпенського університету провели нове дослідження деяких картин Вермера за допомогою найновіших технологій. В результаті було оголошено, що картина «Дівчина, що сидить за вірджиналем» вважається такою, що має спірне авторство. Звіт із остаточними висновками буде опублікований в 2025 році. Разом з тим, інститут історії мистецтв Нідерландів (RKD) підтверджує автентифікацію картини, як роботу Вермера. | В 2022 році команда провідних кураторів, консерваторів і вчених із державного музею Амстердама, Мауріцгейса в Гаазі та Антверпенського університету провели нове дослідження деяких картин Вермера за допомогою найновіших технологій. В результаті було оголошено, що картина «Дівчина, що сидить за вірджиналем» вважається такою, що має спірне авторство. Звіт із остаточними висновками буде опублікований в 2025 році. Разом з тим, інститут історії мистецтв Нідерландів (RKD) підтверджує автентифікацію картини, як роботу Вермера. | В 2022 році команда провідних кураторів, консерваторів і вчених із державного музею Амстердама, Мауріцгейса в Гаазі та Антверпенського університету провели нове дослідження деяких картин Вермера за допомогою найновіших технологій. В результаті було оголошено, що картина «Дівчина, що сидить за вірджиналем» вважається такою, що має спірне авторство. Звіт із остаточними висновками буде опублікований в 2025 році. Разом з тим, інститут історії мистецтв Нідерландів (RKD) підтверджує автентифікацію картини, як роботу Вермера. | В 2022 році команда провідних кураторів, консерваторів і вчених із державного музею Амстердама, Мауріцгейса в Гаазі та Антверпенського університету провели нове дослідження деяких картин Вермера за допомогою найновіших технологій. В результаті було оголошено, що картина «Дівчина, що сидить за вірджиналем» вважається такою, що має спірне авторство. Звіт із остаточними висновками буде опублікований в 2025 році. Разом з тим, інститут історії мистецтв Нідерландів (RKD) підтверджує автентифікацію картини, як роботу Вермера. | [ 76 ]               |

### Сумнівна атрибуція
| № | Рік | Опис | Розмір та матеріал | Місцезнаходження | Зображення |               |
| --- | --- | --- | --- | --- | --- | ------------- |
| 1 | 1665—1667 | Дівчина в червоному капелюсі (нід. Meisje met een rode hoed) | 23.2 × 18.1 см. Панель, олійні фарби | Національна галерея мистецтва, Вашингтон | | [ 77 ] [ 78 ] |
| 2 | 1665—1670 | Дівчина з флейтою (нід. Meisje met een fluit) | 20 × 17.8 см. Панель, олійні фарби | Національна галерея мистецтва, Вашингтон | | [ 79 ] [ 80 ] |
| Наразі картина «Дівчина з флейтою» ввжається такою, що має спірну атрибуцію та відноситься до авторства художньої майстерні Вермера чи послідовника його стилю. В національній галереї мистецтва міста Вашингтон картина зазначена, як «студійна робота». Інститут історії мистецтв Нідерландів (RKD) вважає картину також роботою художньої майстерні Вермера. Лише куратори державного музею в Амстердамі, де в 2023 році буде проходити персональна виставка Вермера, вважають її автентичною роботою Вермера та розмістять її разом з іншими картинами художника з підтвердженним авторством. | Наразі картина «Дівчина з флейтою» ввжається такою, що має спірну атрибуцію та відноситься до авторства художньої майстерні Вермера чи послідовника його стилю. В національній галереї мистецтва міста Вашингтон картина зазначена, як «студійна робота». Інститут історії мистецтв Нідерландів (RKD) вважає картину також роботою художньої майстерні Вермера. Лише куратори державного музею в Амстердамі, де в 2023 році буде проходити персональна виставка Вермера, вважають її автентичною роботою Вермера та розмістять її разом з іншими картинами художника з підтвердженним авторством. | Наразі картина «Дівчина з флейтою» ввжається такою, що має спірну атрибуцію та відноситься до авторства художньої майстерні Вермера чи послідовника його стилю. В національній галереї мистецтва міста Вашингтон картина зазначена, як «студійна робота». Інститут історії мистецтв Нідерландів (RKD) вважає картину також роботою художньої майстерні Вермера. Лише куратори державного музею в Амстердамі, де в 2023 році буде проходити персональна виставка Вермера, вважають її автентичною роботою Вермера та розмістять її разом з іншими картинами художника з підтвердженним авторством. | Наразі картина «Дівчина з флейтою» ввжається такою, що має спірну атрибуцію та відноситься до авторства художньої майстерні Вермера чи послідовника його стилю. В національній галереї мистецтва міста Вашингтон картина зазначена, як «студійна робота». Інститут історії мистецтв Нідерландів (RKD) вважає картину також роботою художньої майстерні Вермера. Лише куратори державного музею в Амстердамі, де в 2023 році буде проходити персональна виставка Вермера, вважають її автентичною роботою Вермера та розмістять її разом з іншими картинами художника з підтвердженним авторством. | Наразі картина «Дівчина з флейтою» ввжається такою, що має спірну атрибуцію та відноситься до авторства художньої майстерні Вермера чи послідовника його стилю. В національній галереї мистецтва міста Вашингтон картина зазначена, як «студійна робота». Інститут історії мистецтв Нідерландів (RKD) вважає картину також роботою художньої майстерні Вермера. Лише куратори державного музею в Амстердамі, де в 2023 році буде проходити персональна виставка Вермера, вважають її автентичною роботою Вермера та розмістять її разом з іншими картинами художника з підтвердженним авторством. | Наразі картина «Дівчина з флейтою» ввжається такою, що має спірну атрибуцію та відноситься до авторства художньої майстерні Вермера чи послідовника його стилю. В національній галереї мистецтва міста Вашингтон картина зазначена, як «студійна робота». Інститут історії мистецтв Нідерландів (RKD) вважає картину також роботою художньої майстерні Вермера. Лише куратори державного музею в Амстердамі, де в 2023 році буде проходити персональна виставка Вермера, вважають її автентичною роботою Вермера та розмістять її разом з іншими картинами художника з підтвердженним авторством. | [ 81 ]        |

### Атрибуція не підтвердилася
| № | Рік                                     | Опис | Розмір та матеріал               | Місцезнаходження                       | Зображення |        |
| - | --------------------------------------- | --- | -------------------------------- | -------------------------------------- | ---------- | ------ |
| 1 | друга половина 1630-х років (1635—1639) | Весела компанія п'є, співає та грає музику в інтер'єрі (нід. Vrolijk drinkend, zingen en musicerend gezelschap in een interieur) Картина довгий час вважалася роботою Антоні Паламедеса, Пітера Кодде або Яна Вермера. Станом на 2020 рік її автором вважається Пітер Янсзон Кваст | 37.5 × 49.5 панель, олійні фарби | Музей мистецтва Метрополітен, Нью-Йорк |            | [ 82 ] |
| 2 | 1640—1649                               | Молода жінка з фруктами на колінах дивиться на чоловіка (нід. Jonge vrouw met vruchten op haar schoot kijkt op naar een man) Картина довгий час вважалася роботою Саймона Де Воса або Яна Вермера. З 1972 року її автором вважається Ян Коссіерс.                                  | 166 × 144 панель, олійні фарби   | Галерея Коллер, Цюрих                  |            | [ 83 ] |
| 3 | 1642—1678                               | Вигляд кімнати з коридору (нід. Gezicht vanuit een gang in een kamer) Картина довгий час вважалася роботою Пітера де Гоха або Яна Вермера. З 1955 року її автором вважається Самюел ван Гоґстратен.                                                                                | 103 × 70 панель, олійні фарби    | Лувр, Париж                            |            | [ 84 ] |